# João Vianna
João José Vianna Darocho (Brasilia, 15 de noviembre de 1963), más conocido como Pipoka, es un exjugador de baloncesto brasileño que desarrolló la mayor parte de su carrera como profesional en Brasil y Puerto Rico, llegando también a actuar brevemente en los Dallas Mavericks de la NBA. Con 2,06 metros de estatura, jugaba habitualmente en la posición de ala pívot.

## Trayectoria deportiva

### Profesional
Vianna comenzó su carrera profesional en su país, jugando para el São José Basketball. Fue fichado por el Monte Líbano en 1983, donde se ganó la titularidad. Fue un jugador clave en la conquista de su club del Campeonato Sudamericano de Clubes Campeones en 1985 y 1986. Jugó luego dos años con el Tênis Clube de Campinas, hasta que en 1989 fichó por el Maratonistas de Coamo de la liga puertorriqueña, donde actuó en dos temporadas, en las que promedió 15,9 puntos y 11,7 rebotes por partido en la primera y 18,6 y 11,5 en la segunda.
En octubre de 1991 fichó como agente libre por los Dallas Mavericks de la NBA, convirtiéndose así en el segundo jugador brasileño de la historia en jugar en esa liga, después de Rolando Ferreira. De todos modos únicamente disputó un partido en el que consiguió 2 puntos y dio 2 asistencias.
Regresó posteriormente a los Maratonistas, donde jugó dos temporadas más, en las que promedió 16,4 puntos y 9,3 rebotes y 17,0 y 11,2 respectivamente.
El resto de su carrera, hasta 2007, transcurrió en diversos equipos de la Liga Brasileña de Baloncesto.

### Selección nacional
Vianna fue miembro de la selección de baloncesto de Brasil, asumiendo siempre un papel protagónico cada vez que le tocó jugar con el equipo nacional. 
Disputó los torneos de baloncesto de tres Juegos Olímpicos: Seúl 1988, Barcelona 1992 y Atlanta 1996, logrando dos quintos y un sexto puesto. Asimismo participó de numerosas competiciones continentales, siendo parte del plantel que logró la medalla de oro en los Juegos Panamericanos de 1987 y del que se coronó campeón en el Torneo de las Américas de 1988.

## Estadísticas de su carrera en la NBA

### Temporada regular
| Temporada | Edad | Equipo           | Liga | Pos. | P | TIT | MIN | TC  | TCA | %TC  | 3P  | 3PA | %3P | 2P  | 2PA | %2P  | TL  | TLA | %TL | R.OF. | R.DEF. | REB | ASIS | ROB | TAP | PER | FP  | PTS |
| 1991-92   | 25   | Dallas Mavericks | NBA  | SF   | 1 | 0   | 9.0 | 1.0 | 2.0 | .500 | 0.0 | 0.0 |     | 1.0 | 2.0 | .500 | 0.0 | 0.0 |     | 0.0   | 0.0    | 0.0 | 2.0  | 0.0 | 0.0 | 1.0 | 3.0 | 2.0 |
| Total     |      |                  | NBA  |      | 1 | 0   | 9.0 | 1.0 | 2.0 | .500 | 0.0 | 0.0 |     | 1.0 | 2.0 | .500 | 0.0 | 0.0 |     | 0.0   | 0.0    | 0.0 | 2.0  | 0.0 | 0.0 | 1.0 | 3.0 | 2.0 |